# Vermelho Novo
Vermelho Novo este un oraș în Minas Gerais (MG), Brazilia.